# Dimpam
Dimpam (ou Dipam) est un village du Cameroun situé dans le département du Haut-Nyong et la région de l'Est. Il fait partie de la commune de Messamena.
Ce village a été fondé par Dobo Joseph Le Droit, homme politique qui a été Maire de l'arrondissement de Messamena auquel est rattaché le village[réf. nécessaire]. 

## Population
En 1966-1967 le village comptait 293 habitants, principalement des Badjoué. À cette date il disposait d'un poste agricole, d'un marché périodique, d'un poste-antenne (dispensaire) et d'une école publique à cycle complet.
Lors du recensement de 2005, on y  a dénombré 370 personnes.
Les peuples du village de Messamena sont les Badjoués ou Badjue, appartenant au Grand groupe Kozime avec les Zime et les Maka. Ils sont proches des Bikélé et des Bulu avec lesquels ils partagent des frontières géographiques. La population est aujourd'hui estimée à plus de 1 000 habitants bien que les ressortissants de ce village soient éparpillés dans les grandes villes du Cameroun (Yaoundé, Douala, etc.)[réf. nécessaire].

## Éducation
La localité est dotée d'un collège (CES) qui accueille les élèves de la sixième à la troisième.

## Santé
Dimpam dispose d'un centre de santé intégré (CSI).